# 15 éxitos con el Mariachi Vargas de Tecalitlán
15 Éxitos con el Mariachi Vargas de Tecalitlán es un álbum recopilatorio póstumo lanzado en 1988 de José Alfredo Jiménez. En este disco se reúnen sus más grandes éxitos acompañados del Mariachi Vargas de Tecalitlán. Forma parte de la lista de los 100 discos que debes tener antes del fin del mundo, publicada en 2012 por Sony Music. 

## Canciones
- Si nos dejan.
- Ella.
- Un mundo raro.
- Llegando a ti.
- Corazón, corazón.
- No me amenaces.
- Amanecí en tus brazos.
- Yo.
- Media vuelta.
- Cuando vivas conmigo.
- Caminos de Guanajuato.
- Que te vaya bonito.
- Pa' todo el año.
- El rey.
- Gracias (Tres estrellas).

- Datos: Q21001683